# Linfoma della zona marginale extranodale
Il Linfoma della zona marginale extranodale (noto anche come MALToma) è una forma di linfoma che coinvolge i linfociti del tessuto linfoide associato alla mucosa (MALT), più frequentemente nello stomaco, ma anche nel polmone e virtualmente tutte le mucose (perché contengono MALT). Il tumore origina dai linfociti B della zona marginale. Sono tumori lenti e solitamente indolenti.
I MALTomi rendono conto del 5-8% di tutti i linfomi non-Hodgkin.

## Terminologia
Nella classificazione REAL (1991) era definito come "linfoma a cellule B di basso grado tipo MALT" ed era unito al "linfoma a cellule B della zona marginale nodale" e al "Linfoma splenico della zona marginale" (benché questo avesse caratteristiche cliniche distinte) sotto il gruppo dei "linfomi della zona marginale", tuttavia negli anni successivi (WHO classification 2001) sono state definite tre entità ben separate.
Nei successivi paragrafi tratteremo delle due localizzazioni più frequenti: quella gastrica e quella polmonare. Bisogna fare attenzione a distinguere queste due entità, definite sempre "a basso grado" di malignità, da linfomi che si instaurano sempre nel MALT, ma sono "ad alto grado". I primi presentano una predominanza di piccoli cellule, i secondi grandi cellule. Attualmente il termine MALToma deve essere riservato esclusivamente ai Linfomi della zona marginale extranodale a basso grado.

## MALToma gastrico (Linfoma primitivo dello stomaco)
Il MALToma gastrico, si instaura nel tessuto GALT dello stomaco (sottoclassificazione del tessuto MALT).

### Epidemiologia
Colpisce più frequentemente i maschi (M/F : 2/1) con il picco di incidenza oltre i 60 anni d'età. Le regioni italiane più colpite sono quelle del nord-est (a causa di una maggiore incidenza di Helicobacter pylori)

### Eziologia e Patogenesi
Il linfoma gastrico è frequentemente associato (72–98%) con l'infiammazione cronica provocata dall'infezione (altrettanto cronica) di Helicobacter pylori. Il meccanismo patogenetico potrebbe coinvolgere semplicemente l'iperstimolazione infiammatoria, o più direttamente il batterio (attraverso il suo fattore di virulenza CagA).
Sono state identificate tre traslocazioni nel DNA delle cellule neoplastiche:
- la traslocazione t(11;18)(q21;q21), riscontrata nel 30% dei pazienti, dà origine al gene di fusione API2-MLT,[4] ed è segno predittivo negativo di risposta alla terapia antibiotica.[5]
- la t(1;14)(p22;q32) provoca la perdita di regolazione di BCL10, poiché è portato sotto il controllo dell'enhancer per la catena pesante delle immunoglobuline.
- la t(14;18)(q32;q21) provoca la perdita di regolazione di MALT1, con lo stesso meccanismo del precedente.

In tutti e tre i casi, le proteine anomale (in qualità: quella di fusione API2-MALT1; in quantità: BCL10 e MALT1) promuovono una eccessiva proliferazione cellulare attraverso l'attivazione di NF-κB.

### Diagnosi
La diagnosi è posta mediante biopsia della lesione sospetta visualizzata durante l'esofagogastroduodenoscopia. Contemporaneamente vengono effettuati uno o più test diagnostici per rilevare la presenza del batterio (13C-urea breath test; sierologia; test fecale). La TAC è richiesta per impostare la terapia.

### Trattamento
Se la malattia è limitata allo stomaco, il 70-80% dei pazienti avrà remissione completa con il solo utilizzo della terapia antibiotica (di associazione) per l'eradicazione di H. pylori.. La prima linea detta “triplice terapia” comprende: un inibitore di pompa protonica, claritromicina, metronidazolo. Se il batterio presenta resistenza alla claritromicina, essa verrà sostituita col bismuto e una tetraciclina.
In caso di fallimento, nella malattia localizzata, possono essere utilizzate la radioterapia o la chirurgia.
Al contrario, se la malattia è disseminata o refrattaria va considerata la chemioterapia

## MALToma polmonare (linfoma primitivo del polmone)
Il MALToma polmonare si instaura nel tessuto BALT (bronchial-associated lymphoid tissue) del polmone (sottoclassificazione del tessuto MALT).

### Epidemiologia
Colpisce indifferentemente i due sessi con una media di 53 anni alla presentazione clinica.

### Eziologia e Patogenesi
La causa non è chiara, si pensa a fattori di rischio che possano facilitare lo sviluppo della massa tumorale quali il consumo di sigarette, la sindrome di Sjögren (che può dare anche linfoma marginale delle ghiandole salivari), infezioni da Borrelia, o l'esposizione a determinati materiali (amianto).

### Diagnosi e diagnosi differenziale
Per la diagnosi vengono utilizzate la biopsia attraverso la broncoscopia, la TAC per valutare l'estensione, la biopsia del midollo osseo per escluderne un coinvolgimento.
Occorre distinguerlo dalla leucemia linfatica cronica e dall'iperplasia linfoide diffusa.

### Prognosi e terapia
La prognosi di questo tumore maligno è abbastanza favorevole, con una mediana di sopravvivenza di 7 anni.
La terapia di elezione è quella chirurgica, associata (quasi sempre) alla chemioterapia.
Il tasso di recidiva locale è del 50%, ma può comportare tempi molto lunghi per verificarsi (6-7 anni in media, fino a 15 anni).

## Altre localizzazioni
Come già accennato i MALTomi si possono instaurare in tutti gli organi che normalmente contengono del tessuto linfatico non organizzato in linfonodi, quindi possono essere affetti: le ghiandole salivari, la tiroide, la congiuntiva, la pelle, l'intestino.
I fattori di rischio per linfomi possono essere di due classi: disordini autoimmunitari, infezioni. Entrambe inducenti uno stato di infiammazione cronica. Esempi di malattie autoimmuni correlate sono: Sindrome di Sjögren (per la localizzazione salivare), Tiroidite di Hashimoto (tiroide). Esempi di infezione invece: Borrelia burgdorferi (cute), Chlamydia psittaci (occhio), Campylobacter jejuni (intestino tenue).